# 大三角化八面體
在幾何學中，大三角化八面體是一種星形多面體，由24個全等且互相相交的等腰三角形組成，其索引為DU19。溫尼爾在他的書中列出將大三角化八面體編為W92。
大三角化八面體的對偶多面體是星形截角立方體。

## 性質
大三角化八面體由24個全等且互相相交的等腰銳角三角形組成，其共有24個面、36條邊和14個頂點，是一種二十四面體。

### 構造

八面體加入角錐的幾種變化

大三角化八面體的構成是在正八面體的每個面中加入穿過對面的面的倒角錐而成的，這種在面上加入倒角錐的做法使其與三角化八面體有一樣的拓樸結構，幾何上的差異在於，大三角化八面體和三角化八面體一個是向外加入角錐、一個是向內加入角錐。

### 面的組成
大三角化八面體由24個全等的等腰銳角三角形組成，其36條邊中，有12條來自等腰三角形的底邊、24條來自等腰銳角三角形的腰。
此等腰三角形在立體中共露出了5個部分，有1個凹八邊形和4個三角形，如圖，以藍色表示。若這等腰三角形長邊為2個單位長，則底邊為{\displaystyle 2-{\sqrt {2}}}。

### 二面角
大三角化八面體的二面角為：
{\displaystyle \cos ^{-1}({\frac {8{\sqrt {2}}-3}{17}})\approx 1.0598\approx 60.722^{\circ }}

### 頂點坐標
若其對偶多面體星形截角立方體的邊長為1單位，則大三角化八面體的頂點坐標為：
{\displaystyle (0,0,\pm ({\sqrt {2}}-1))}、
{\displaystyle (\pm ({\sqrt {2}}-1),0,0)}、
{\displaystyle (0,\pm ({\sqrt {2}}-1),0)}、
{\displaystyle (\pm 1,\pm 1,\pm 1)}。

## 相關多面體

### 對偶複合體
星形截角立方體與其對偶的複合體為複合星形截角立方體大三角化八面體。其共有38個面、72條邊和38個頂點，其歐拉示性數為4，虧格為-1，有6個非凸面。

## 外部連結
- 埃里克·韦斯坦因. . MathWorld.
- Mathworld - Great Triakis Octahedron （页面存档备份，存于）
- Mathworld - Small Triakis Octahedron （页面存档备份，存于）
- Uniform polyhedra and duals